# Numeració en base constant
La numeració en base constant és un sistema de numeració en el qual per a passar de les unitats a les desenes i de les desenes a les centenes es fa multiplicant per un mateix nombre (en el sistema decimal, per exemple, la base és el 10) 
Una numeració que no sigui en base constant serà de base variable com ho és per exemple el sistema de numeració dels sumeris que era una mescla de base 10 i base 60 i que es conserva actualment per exemple en la divisió d'una hora en 60 minuts i no pas en 10 o 100.
També s'ha fet servir la numeració en base constant, amb altres bases diferents del 10. Principalment la base 5 (emprada pels asteques) i la base 20 o sistema vigesimal. Hi ha restes del sistema vigesimal en idiomes europeus com l'èuscar i el francès quan diuen hirurogeita (tres vint o sigui seixanta) i quatre-vingts (o sigui vuitanta) respectivament.
És molt possible que l'elecció de les bases 5, 10 o 20 sigui deguda a causes biològiques, ja que les persones sempre han comptat amb els dits de la mà i del peu.
Altres sistemes de base constant d'aparició més recent són el binari de base 2 o l'hexadecimal (base 16) o el de la base 32 en aquests casos, i en tots els que tinguin una base major que 10, cal inventar noves xifres per notar els nombres que van de 10 a base-1. Per exemple en base 12 s'afegeixen les xifres alfa i beta per al 10 i l'11.